# 菲克里·伊桑迪·哈德马迪
菲克里·伊桑迪·哈德马迪（1995年3月1日—），印尼男子羽毛球運動員。

## 簡歷
2013年6月，菲克里·伊桑迪·哈德马迪出戰馬爾代夫羽毛球國際挑戰賽，贏得男子單打冠軍。年內，他又先後代表印尼國家隊贏得亞洲青年羽毛球錦標賽團體季軍和世界青年羽毛球錦標賽團體亞軍。

## 主要比賽成績
只列出曾進入準決賽的國際賽事成績：
| 年份   | 賽事                     | 公開賽級別 | 項目     | 成績   |
| ------ | ------------------------ | ---------- | -------- | ------ |
| 2013年 | 馬爾代夫羽毛球國際挑戰賽 | 國際挑戰賽 | 男子單打 | 冠軍   |
| 2013年 | 亞洲青年羽毛球錦標賽     | 其他       | 混合團體 | 季軍   |
| 2013年 | 世界青年羽毛球錦標賽     | 其他       | 混合團體 | 亞軍   |
| 2014年 | 越南羽毛球國際挑戰賽     | 國際挑戰賽 | 混合團體 | 準決賽 |
| 2014年 | 印尼羽毛球國際系列賽     | 國際系列賽 | 男子單打 | 亞軍   |
| 2015年 | 馬來西亞羽毛球國際挑戰賽 | 國際挑戰賽 | 男子單打 | 準決賽 |
| 2016年 | 樂魚羽毛球國際挑戰賽     | 國際挑戰賽 | 男子單打 | 準決賽 |
| 2017年 | 樂魚羽毛球國際挑戰賽     | 國際挑戰賽 | 男子單打 | 準決賽 |

| 2007-2017年 | 首要超級賽 | 超級賽 | 黃金大獎賽 | 大獎賽 | 國際挑戰賽 | 國際系列賽 | 未來系列賽 | 其他 |

| 2018-2026年 | 總決賽 | 超級1000賽 | 超級750賽 | 超級500賽 | 超級300賽 | 超級100賽 | 國際挑戰賽 | 國際系列賽 | 未來系列賽 | 其他 |